# علي في القرآن الكريم
في القرآن الكريم، النص الديني المركزي للإسلام، آيات يقال إنها نزلت على علي بن أبي طالب، ابن عم وصهر النبي محمد. لعب علي دورًا محوريًا خلال السنوات التكوينية للإسلام ويُعرف بأنه الخليفة الراشد الرابع (حكم من 656 إلى 661) عند السنة والإمام الأول عند الشيعة. ولعل الآية الأكثر إثارة للجدل هي الآية 5:55، والمعروفة أيضًا بآية الولاية، والتي أعطت علي السلطة الروحية (الولاية) بعد النبي محمد، وفقًا للشيعة.

## الآيات المتعلقة بالإمام علي
كان علي يمثل النبي محمد بانتظام في المهمات التي سبقتها أو تلتها أوامر قرآنية. ومع ذلك، فإن الرأي السائد في الإسلام هو أنه لم يذكر بالاسم في القرآن. التقليد الشيعي يربط علي وغيره من أئمة الشيعة بالعديد من المتشابهات الغامضة.
الآية 3: 7.على سبيل المثال، يشير التقليد المنسوب إلى علي إلى أن ربع القرآن يدور حول آل محمد، أو أهل البيت، في حين أن الربع الآخر يدور حول أعدائهم. من المؤكد أن القرآن الموجود لا ينطبق عليه هذا الوصف، ولكن يمكن تفسير هذا التناقض بتقليد شيعي آخر، ينص على أن آيات القرآن الكريم الموجهة إلى الأبرار موجهة في المقام الأول إلى أهل البيت، في حين أن تلك الآيات المتعلقة بالأشرار موجهة أولاً. على أعدائهم. علاوة على ذلك، نزلت آيات معينة من القرآن مباشرة عن علي، وفقًا لبعض المراجع الشيعية والسنية، القليل منها مذكورة أدناه.
ليلة المبيت هي اسم الليلة التي بات فيها عليّ بن أبي طالب في فراش الرسول حفاظاً عليه. وذلك بسبب نزول الآية التالية من سورة البقرة حسب الروايات.«﴿وَمِنَ النَّاسِ مَنْ يَشْرِي نَفْسَهُ ابْتِغَاءَ مَرْضَاةِ اللَّهِ وَاللَّهُ رَءُوفٌ بِالْعِبَادِ ٢٠٧﴾ [البقرة:207]»وهذه الآية المعروفة بآية ليلة المبيت تعتبر عند الشيعةإحدى الآيات الواردة في فضائل الإمام علي.
حديث المباهلة هو حديث مروي عن النبي محمد عندما أراد نصارى نجران مباهلته. والمعنى اللغوي للمباهلة هي الملاعنة والدعاء على الطرف الآخر بالدمار والهلاك. يستدل به الشيعة على أفضلية من حضر المباهلة وهم علي وفاطمة والحسن والحسين، بينما يعتقد أهل السنة والجماعة أنه ليس به دليل على أحقية علي بن أبي طالب للخلافة أو الإمامة.
آية إکمال الدين هي الآية الثالثة من سورة المائدة نزلت على النبي محمد، في يوم عرفة المصادف يوم الجمعة في رأي أهل السنة، ونزلت في عيد الغدير في رأي الشيعة الاثني عشرية.
آية الولاية هي الآية الخامسة والخمسُونَ من سورة المائدة في القرآن؛ وهي التي يستدل بها الشيعة على إثبات الولاية لله تعالى ولرسوله محمد بن عبد الله وللإمام علي بن أبي طالب. نص الآية ﴿إِنَّمَا وَلِيُّكُمُ اللَّهُ وَرَسُولُهُ وَالَّذِينَ آمَنُوا الَّذِينَ يُقِيمُونَ الصَّلَاةَ وَيُؤْتُونَ الزَّكَاةَ وَهُمْ رَاكِعُونَ ٥٥﴾ [المائدة:55].
آية التبليغ أو آيةُ البلاغِ هي الآيةُ السابعة والستون من سورة المائدة، ﴿يَا أَيُّهَا الرَّسُولُ بَلِّغْ مَا أُنْزِلَ إِلَيْكَ مِنْ رَبِّكَ وَإِنْ لَمْ تَفْعَلْ فَمَا بَلَّغْتَ رِسَالَتَهُ وَاللَّهُ يَعْصِمُكَ مِنَ النَّاسِ إِنَّ اللَّهَ لَا يَهْدِي الْقَوْمَ الْكَافِرِينَ ٦٧﴾ [المائدة:67]. وهي من الآيات القرآنية المُختَلَفُ في شأنها وتفسيرها؛ لِما طُرح في سبب نزولها من روايات مختلفة. فيذكر مفسرو أهل السنة عدة أقوال في سبب نزولها، والمختار لديهم أن الله في الآية يأمر رسوله بإبلاغ جميع ما أنزله عليه وعدم كتمان بعضه، وامتثال الرسول لأمر الله، برواية السيدة عائشة: من حدثك أن محمداً كتم شيئاً مما أنزل اللّه عليه فقد كذب، ثم قرأت: {يا أيها الرسول بلغ ما أنزل إليك من ربك}؛ فالتبليغ المأمور به في الآية هو التبليغ العام، بينما يذهب مفسرو الشيعة طبقاً لما جاء في بعض روايات نزول الآية أن التبليغ المراد في الآية هو تبليغ أمر خاص وهو ولاية وخلافة علي بن أبي طالب لرسول الله صلى الله عليه وآله وسلم والتي بلغها رسول الله صلى الله عليه وآله وسلم أثناء عودته من حجة الوداع في منطقة غدير خم بين مكة والمدينة.
آية المودة هي الآية الثالثة والعشرون من سورة الشورى في القرآن الكريم؛ وهي التي يستدل بها الشيعة على إثبات إمامة أهل البيت.
﴿ذَلِكَ الَّذِي يُبَشِّرُ اللَّهُ عِبَادَهُ الَّذِينَ آمَنُوا وَعَمِلُوا الصَّالِحَاتِ قُلْ لَا أَسْأَلُكُمْ عَلَيْهِ أَجْرًا إِلَّا الْمَوَدَّةَ فِي الْقُرْبَى وَمَنْ يَقْتَرِفْ حَسَنَةً نَزِدْ لَهُ فِيهَا حُسْنًا إِنَّ اللَّهَ غَفُورٌ شَكُورٌ ٢٣﴾ [الشورى:23]